# Il re dell'audacia
Il re dell'audacia (The Gray Ghost) è un serial muto del 1917 scritto e diretto da Stuart Paton. La sceneggiatura di Paton si basa su Loot, romanzo di Arthur Somers Roche, apparso a puntate su The Saturday Evening Post  prima di essere pubblicato a Indianapolis nel 1916.

## Produzione
Il film fu prodotto dall'Universal Film Manufacturing Company. Il romanzo venne nuovamente adattato per il cinema nel 1919 con il film Loot, diretto da William C. Dowlan.

## Distribuzione
Distribuito dall'Universal Film Manufacturing Company, il serial uscì nelle sale cinematografiche statunitensi il 30 giugno 1917; in Italia gli episodi iniziarono ad essere distribuiti dal 1923.
È conosciuto anche con il titolo alternativo The Grey Ghost.
La pellicola viene considerata presumibilmente perduta.

### Data uscita degli episodi
1. The Bank Mystery (30 giugno 1917)
2. The Mysterious Message (7 luglio 1917)
3. The Warning (14 luglio 1917)
4. The Fight (21 luglio 1917)
5. Plunder (28 luglio 1917)
6. The House of Mystery (4 agosto 1917)
7. Caught In The Web (11 agosto 1917)
8. The Double Floor (18 agosto 1917)
9. The Pearl Necklace (25 agosto 1917)
10. Shadows (1º settembre 1917)
11. The Flaming Meteor (8 settembre 1917)
12. The Poisoned Ring (15 settembre 1917)
13. The Tightening Snare (22 settembre 1917)
14. At Bay (29 settembre 1917)
15. The Duel (6 ottobre 1917)
16. From Out of The Past (13 ottobre 1917)